# Battaglia di Lund
La Battaglia di Lund, parte della guerra di Scania, venne combattuta il 4 dicembre 1676, in un'area a nord della città di Lund, in Scania, nella Svezia meridionale, tra le forze d'invasione danesi e l'esercito di Carlo XI di Svezia. L'esercito danese constava di 13 000 uomini sotto il comando personale del trentunenne re Cristiano V di Danimarca, aiutato dal generale Carl von Arensdorff. L'esercito svedese constava in tutto di 8000 uomini al comando del feldmaresciallo Simon Grundel-Helmfelt e del ventunenne re Carlo XI di Svezia. Fu una delle battaglie più cruente in quanto a perdite su ambo i lati mai combattute sul suolo europeo.

## Antefatto
Dopo la sconfitta degli svedesi nella battaglia di Fehrbellin e un certo numero di trionfi dei danesi in mare aperto, l'esercito svedese era occupato nel mantenere i propri domini in Pomerania.
I danesi cercavano l'opportunità di rioccupare la regione della Scania che avevano perso a favore della Svezia col trattato di Roskilde del 1658. I danesi iniziarono la loro invasione alla fine di giugno del 1676 con un esercito di 14 000 uomini e trovarono il supporto dei contadini locali, il che sembrò complicare di molto la situazione per gli svedesi. Dopo un solo mese, solo la città fortificata di Malmö era rimasta sotto il controllo degli svedesi.
In agosto, un distaccamento dell'esercito danese tentò di avanzare verso nord, ma re Carlo XI di Svezia aveva preparato un nuovo esercito nella provincia di Småland, e l'avanzata danese venne bloccata nella battaglia di Halmstad. Gli svedesi disponevano di 14 000 uomini a ottobre, dei quali tre quarti erano cavalieri ed iniziarono a marciare verso sud e rompere l'assedio di Malmö. Le linee di rifornimento svedesi erano spesso interrotte da contadini locali supportati dai danesi.
All'inizio di novembre, il re di Danimarca ed il suo esercito presero posizione a Lund, a sud del fiume Kävlinge. I danesi controllavano tutti gli attraversamenti fluviali della regione e l'esercito svedese venne costretto ad accamparsi a nord. Per un mese la situazione rimase tale, ma sul finire di novembre giunse la neve e la superficie dei fiumi iniziò a gelare. La mattina del 3 dicembre, il generale svedese Erik Dahlberg fece rapporto al re dicendo che il ghiaccio era in grado di supportare un uomo a cavallo. I danesi pensarono che gli svedesi si erano ormai ritirati nei loro accampamenti invernali e non avrebbero attaccato sino alla primavera.

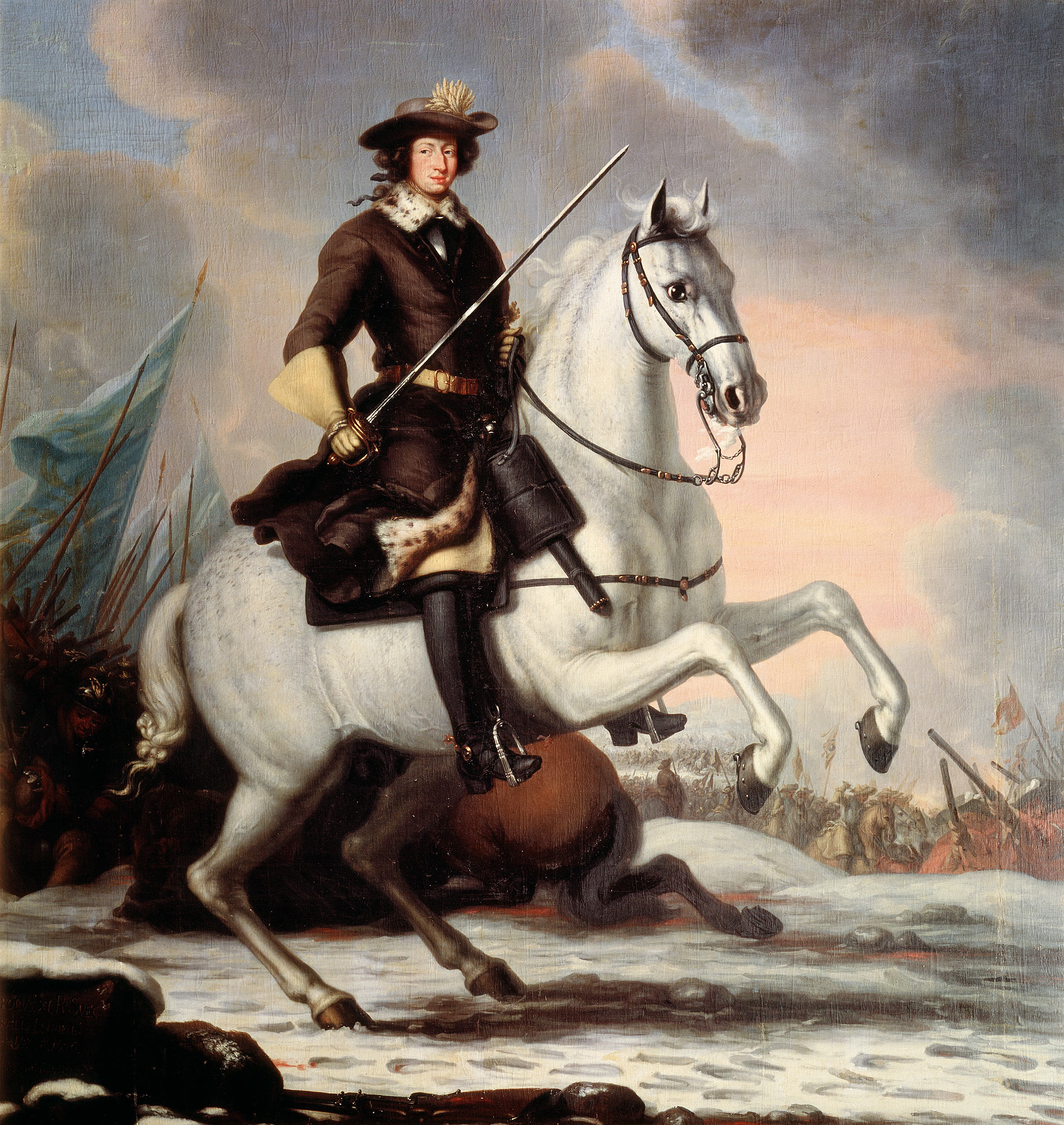
Carlo XI di Svezia
David Klöcker Ehrenstrahl

Cappello indossato da re Carlo XI di Svezia nella battaglia di Lund

## Ordine di battaglia

### Forze svedesi
- Guardie del re: 3 battaglioni
- Reggimento Skaraborg: 1 battaglione
- Reggimento Dalarna: 1 battaglione
- Reggimento Västgöta-Dals: 1 battaglione
- Reggimento Hälsinge: 1 battaglione
- Reggimento Närke: 1 battaglione
- Reggimento Norrland: 1 battaglione

### Forze danesi
- Reggimento delle guardie della regina: 2 battaglioni
- Reggimento di fanteria Weyher: 2 battaglioni
- 1 battaglione Groy
- 1 battaglione Stuart
- Reggimento del principe Giorgio: 2 battaglioni
- Reggimento del re: 2 battaglioni

## La battaglia
Prima del sorgere del sole l'esercito svedese lasciò l'accampamento per organizzare i preparativi e attraversare il fiume. Gli svedesi disponevano di 2000 fanti e 6000 cavalieri; i loro oppositori danesi disponevano di 5000 fanti, 6000 cavalieri e 1300 marinai olandesi, in tutto 13 000 uomini circa. Sotto la copertura di una notte senza luna, tra le 04:00 e le 05:30, l'intera forza svedese riuscì ad attraversare il fiume e raggiunse la riva sud senza allarmare i danesi. Gli svedesi avevano pianificato di attaccare il campo danese ancora dormiva con la cavalleria da sudest. I ricognitori riportarono che il terreno che separava i due eserciti era inadatto per la cavalleria, e pertanto re Carlo XI ed i suoi generali si riunirono per discutere il da farsi. Gran parte dei consiglieri era dell'idea che fosse una pazzia attaccare con la fanteria i danesi che ne avevano il doppio mentre la vera punta di diamante degli svedesi era la cavalleria. Inoltre gloi svedesi avrebbero perso l'elemento a sorpresa durante la lunga marcia verso il campo svedese. Il re era deciso ad attaccare, ma venne costretto ad ordinare alle sue truppe di avanzare sino alle mura nord di Lund per avere un vantaggio tattico. L'area collinare attorno all'obbiettivo avrebbe fornito alla cavalleria la possibilità di essere coperta dal fianco della fanteria. I danesi si svegliarono e compresero le intenzioni dei loro nemici, iniziando così le prime schermaglie.
Gli svedesi si assicurarono quindi il controllo delle colline attorno alla città e la battaglia principale iniziò alle 9:00 con i danesi schierati a est e gli svedesi a ovest. L'esercito danese era supportato da 56 cannoni di vario calibro, mentre gli svedesi avevano con sé solo dodici cannoni. Una volta iniziato lo scontro, Carlo XI personalmente guidò le manovre al fianco sinistro danese sbaragliando il nemico. Durante la battaglia, il comandante danese Carl von Arensdorff venne pesantemente ferito e l'intera ala sinistra venne costretta a ritirarsi alle 10:00, mettendo in crisi il resto dell'armata. Carlo XI ed il feldmaresciallo Simon Grundel Helmfelt sfruttarono la loro cavalleria per inseguire le truppe danesi e tagliare loro la ritirata. L'inseguimento durò per otto chilometri anche lungo il fiume ghiacciato, il cui ghiaccio non resse e fece affogare molti dei danesi in fuga.

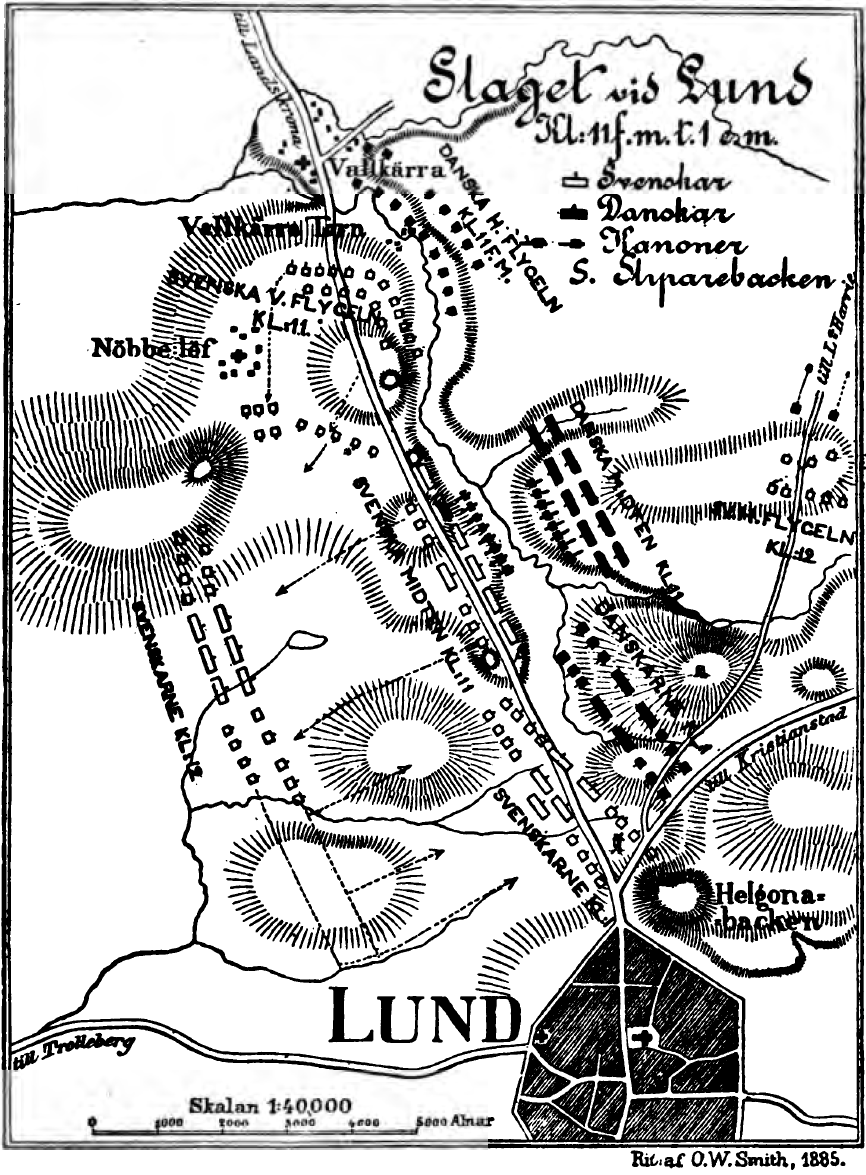
La battaglia di Lund del 1676

Mentre l'ala sinistra danese fuggiva, l'ala destra era impegnata negli scontri. In assenza di re Cristiano V di Danimarca e col generale Arenstorff ferito, Friedrich von Arensdorff, fratello del generale, assunse il comando dell'esercito danese. Il fronte danese si trovò sotto costante attacco e con la schiena alle mura della città, ma anche gli svedesi erano in grave pericolo con circa 1400 fanti e 2500 cavalieri a fronte di 4500 fanti e 2100 cavalieri nemici. Anziché però sfruttare l'occasione a sua disposizione, Friedrich von Arensdorff ordinò all'esercito di raggrupparsi e di fermare lo scontro.
Verso il fiume, il re svedese stava pensando alle mosse successive, tanto più che i danesi continuavano ad essere in fuga. Per quanto volesse inseguire il nemico, alla fine Carlo XI si risolse a fare ritorno a Lund col suo esercito per consolidare la sua posizione.
La battaglia a Lund riprese e alle 15:00 circa il re di Svezia tornò dal nord con altri uomini di cavalleria: decise di accerchiare l'esercito danese da ovest. Il comandante danese Arensdorff prese la decisione di bloccare l'offensiva degli svedesi e di far spostare la cavalleria nemica a nordovest.

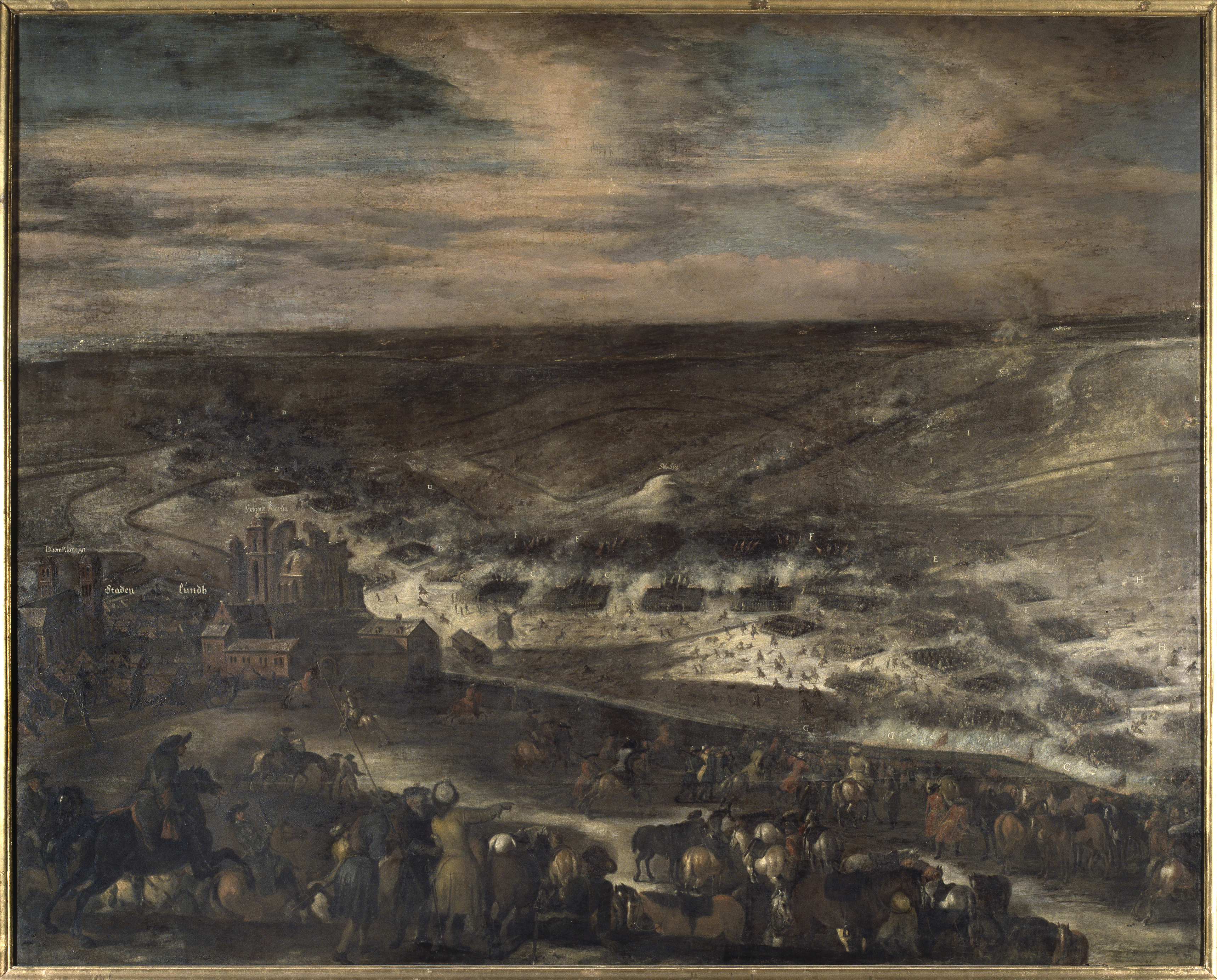
La battaglia di Lund, secondo scontro - dipinto di Johann Philip Lemke

Carlo XI, due generali e tre guardie irruppero nelle linee nemiche con i loro uomini. Mentre Arensdorff stava ancora attaccando la cavalleria a nord, il ritorno del re di Svezia ispirò le truppe ormai esauste ad attaccare le forze danesi dal retro. I danesi superavano ancora per numero gli svedesi di quasi 4500 unità contro 4000, ma Arensdorff aveva perso l'iniziativa e dopo essersi fermato mezz'ora comprese che la sua armata era andata distrutta. Carlo XI era intenzionato a fare piazza pulita del nemico. Le restanti unità di cavalleria danese scomparvero col favore della notte. Per quanto il generale danese Siegwert von Bibow avesse cercato di proteggere la ritirata della fanteria danese, i suoi uomini vennero in gran parte massacrati sino a quando non ricevettero l'ordine di stop: alle 17:00 venne suonato il cessate il fuoco.

## Conseguenze

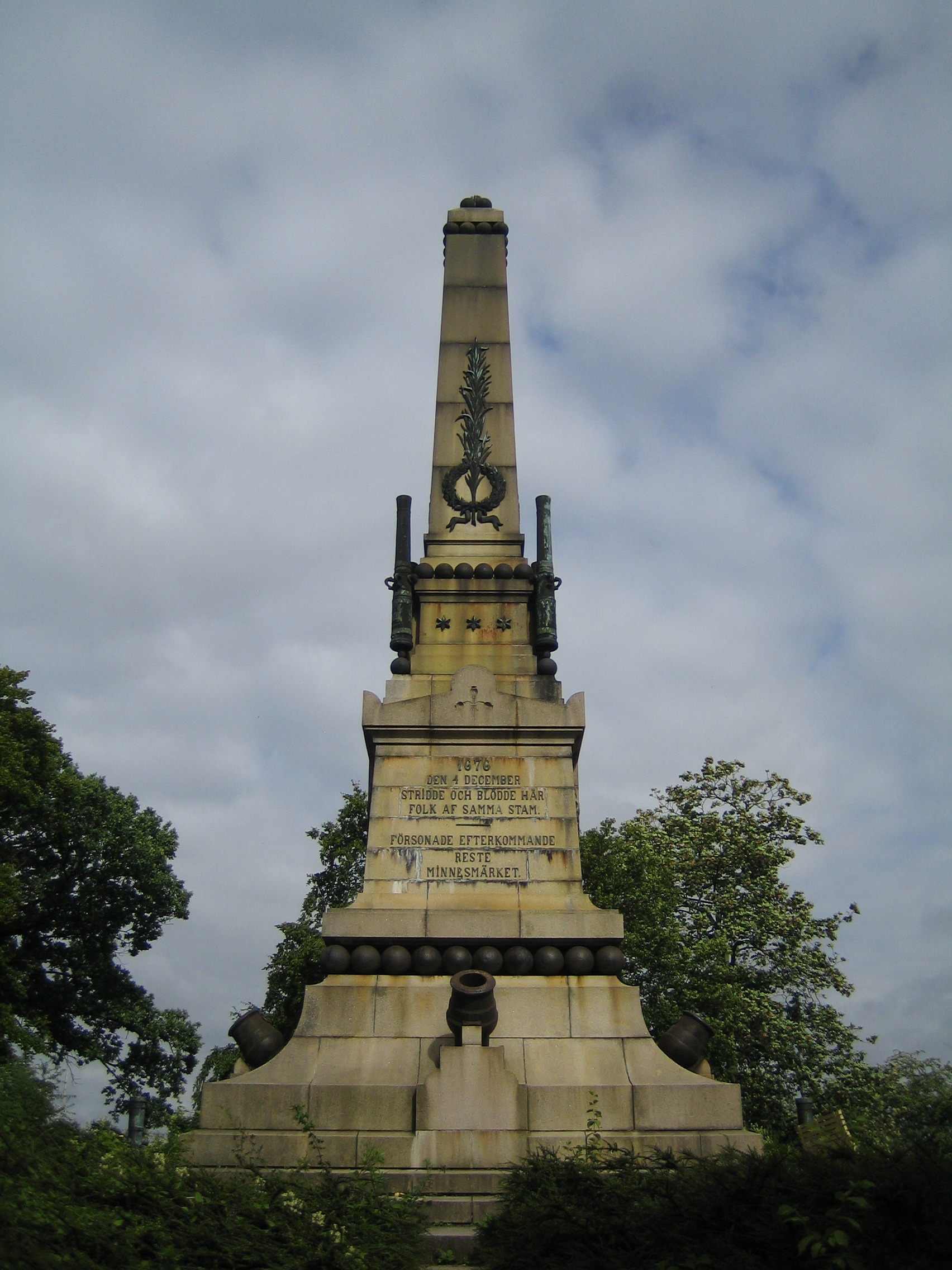
Monumento commemorativo della battaglia di Lund, eretto nel 1876. Traduzione: "Qui combatterono e diedero il sangue popoli della stessa stirpe. Il memoriale eretto dai discendenti riconciliati"

Per quanto i corpi fossero stati contato solo il giorno successivo, le note originali sono andate perdute e con esse l'esatto numero dei morti dello scontro. Le fonti contemporanee svedesi riportano 8300-9000 morti, esclusi i danesi annegati e i soldati morti in seguito alle ferite subite nelle settimane successive. Una fonte contemporanea danese parla di un totale di 9300 morti. L'esercito svedese perse circa 2500-3000 uomini e altri 2000 furono i feriti esclusi 500 che furono i feriti lievi. L'esercito danese contò in tutto circa 6000,-6500 morti 2000 prigionieri e 500–1000 feriti. I marinai olandesi furono particolarmente sfortunati nello scontro; secondo varie fonti, solo una dozzina dei 1300 marinai sopravvisse allo scontro. La battaglia di Lund segnò pesantemente entrambi gli eserciti sul campo e fu una delle battaglie più sanguinose della storia tenendo presente le perdite (circa il 70%) comparate la numero dei combattenti.
La vittoria svedese viene spesso attribuita alla composizione dell'esercito, con pochi mercenari rispetto a quello danese. Gli svedesi mischiavano insieme cavalleria e fanteria, mentre i danesi utilizzavano ancora la tattica della caracole che minava di molto la velocità e l'agilità della cavalleria a loro disposizione.
La vittoria di Lund rinforzò il morale dell'esercito svedese. Carlo XI venne criticato per la propria strategia, ma la battaglia lo rese popolare presso le sue truppe. Le rimanenti forze danesi si ritirarono verso la fortezza di Landskrona. I rinforzi degli alleati austriaci e tedeschi giunsero ai danesi per la successiva battaglia di Landskrona.